# Петровское коммерческое училище
Петровское коммерческое училище — среднее учебное заведение в Санкт-Петербурге. Было открыто в 1880 году на средства петербургского купечества, закрыто в 1918 году.

## История
В 1872 году, когда исполнилось 200 лет со дня рождения Петра I, петербургское купечество решило учредить за свой счёт коммерческое училище и постановило в течение 8 лет выделять ежегодно по 10 тыс. руб. для формирования необходимых средств для открытия этого учебного заведения. Открытие училища состоялось 1 октября 1880 года.
По Уставу в училище должны были принимать детей из сословия купцов или бывших купцов не моложе 9 лет и не старше 12 лет, и до 1898 года это правило жёстко соблюдалось. Училище давало своим воспитанникам общее среднее и коммерческое образование для занятий торгово-промышленной деятельностью. В первый год в него было принято 129 учеников. Обучение длилось восемь лет. Шесть лет — общеобразовательная подготовка и два последних года, с общеобразовательной подготовкой, изучались специальные предметы. Кроме того, изучались три иностранных языка. Училище имело 8 классов: 1 приготовительный, 5 общеобразовательных и 2 специальных.
Согласно Уставу о коммерческом училище главную роль в управлении учебного заведения выполнял Попечительный совет, который состоял из председателя, его товарища, 5 представителей столичного купечества, директора училища, секретаря и инспектора.
Первым директором училища до 1897 года был И. Ф. Рашевский.
30 мая 1885 года в день рождения Петра I, в честь которого училище названо «Петровским», был проведен 1-й выпуск учащихся. К этому времени оно располагалось уже на набережной Фонтанки, в доме № 62.
После смерти И. Ф. Рашевского директором был приглашён А. М. Васильев, которого сменил в 1901 году Р. О. Ланге. В это время председатель Попечительского совета И. С. Крючков отмечал:

…Отдают своих сыновей в немецкие школы: Petroschule, Anneschule, Reformirteschule и Catterinenschule. Вследствие прилива детей русских купеческих семей в эти училища происходит грустный факт: отлив из Петровского коммерческого училища, специально созданного для этих детей. В этом училище находится 18 классов очень просторных, и могут вместить около 600 учеников.

При Иване Семёновиче Крючкове были расширены училищные помещения обширным новым корпусом (арх. П. И. Гилёв), давшим возможность рационально поставить преподавание гимнастики и ввести обязательные для всех учащихся ежедневные горячие завтраки; было увеличено число стипендий и учреждены с 1904 года особые стипендии для бывших питомцев училища, продолжавших своё образование в высших учебных заведения Санкт-Петербурга. Многое внимание он уделял развитию ученических образовательных экскурсий, улучшению материального положения преподавателей. В отчёте за 1900—1901 гг. Петровского Коммерческого училища была сделана следующая запись: 

Как обычный в нашем училище приём ознакомления учеников с некоторыми производствами, в отчётном году были предприняты поездки на заводы: Императорские Стеклянный и Фарфоровый, Пивоваренный завод Калинкина и др.
В 1900 году училище было награждено золотой медалью на Всемирной выставке в Париже за достижения в воспитании и обучении учащихся.
В начале XX века, в связи с утверждением нового Положения о коммерческих училищах, возникла необходимость изменения устава Петровского училища. К этому времени Коммерческое училище уже перешло с семилетнего на восьмилетнее обучение. 28 мая 1902 года министр финансов утвердил новый Устав училища, который был выработан совместно Попечительным советом и Педагогическим комитетом. Были установлены правила приёма учащихся и определены их права при поступлении в другие учебные заведения по окончании курса, на службу, при отбывании воинской повинности. В результате социальный состав учащихся стал очень разнообразным: дворяне, мещане, выходцы из семей духовенства, купеческих семей и крестьянских, иностранные граждане.
Выпускникам училища, окончившим обучение с отличным аттестатом получали звание личного почетного гражданина, если они по рождению не принадлежали к более высокому званию (потомственный почетный гражданин).  

## Выпускники
- Михаил Галкин
- Пётр Худобин (вып. 1891)
- Николай Буренин (вып. 1892)
- Егор Малышев (вып. 1893)
- Владимир Забрежнев (вып. 1895)
- Юрий Бур (вып. 1905)
- Александр Андреев (вып. 1907)
- Дмитрий Огородников (вып. 1908)
- Владимир Лебедев
- Илья Груздев (вып. 1911)
- Вячеслав Егоров (вып. 1911, золотая медаль)
- Виктор Хожев (вып. 1915, золотая медаль)

### Учились
- Константин Скрябин[3]

## Преподаватели
- Блатов, Николай Александрович (бухгалтерский учёт)
- Измаилович, Владимир Матвеевич
- Платонов, Сергей Фёдорович (история)
- Привалов, Николай Иванович (народная русская музыка)

Инспектором училища был А. И. Лященко.
В 1918 году училище закрылось. Всего состоялось 33 выпуска.

## Здание училища
Первоначально училище было открыто в здании на Лиговском проспекте.
В 1881 году члены Попечительного совета училища для постройки здания выбрали участок на Фонтанке. Был объявлен конкурс на лучший проект здания для коммерческого училища, — установлены 3 премии за лучшие проекты, первая премия — 1 500 руб., вторая — 1 000 руб. и третья — 500 руб. Специально созданная комиссия, в состав которой входили архитекторы Н. Л. Бенуа, Р. Б. Бернгард, И. С. Китнер, К. Я. Маевский, а также члены Попечительного совета и представители купеческого общества, были удостоены премий: первой — проект профессора В. А. Шретера, второй — проект академиков Ф. А. Зигерберга и П. П. Шрейбера и третьей — проект художников В. Р. Курзакова и А. Ф. Красовского. Архитекторы Ф. С. Харламов и В. И. Токарев 20 мая 1882 года представили составленные ими проекты зданий и смету в сумме 410 557,50 руб. 21 августа 1882 года была совершена закладка здания, а 4 ноября 1883 года освящение в присутствии императора Александра III и императрицы Марии Фёдоровны епископом Ладожским Арсением.
Сейчас в здании размещается школа № 206 Центрального района Санкт-Петербурга.

## Интересные факты
- 11 декабря 1894 года в зале Петровского коммерческого училища прозвучала лекция Э. Г. Вальденберга «Лука Пачиоло. Очерк его деятельности и учения его в сравнении с современными успехами бухгалтерии»[5].
- 7 марта 1895 года дал сольный концерт в зале Петровского коммерческого училища А. Н. Скрябин.
- 15 января 1898 года в зале Петровского коммерческого училища состоялось первое публичное выступление ансамбля струнного квартета герцога Мекленбург-Стрелицкого[6]

- 11 февраля 1907 года в зале Петровского коммерческого училища состоялся большой юбилейный концерт, посвящённый десятилетию любительского Великорусского оркестра Н. И. Привалова[7]; 6 марта 1911 года состоялся концерт, посвященный 15-летию оркестра.

- 20 марта 1916 года в зале Петровского коммерческого училища В. Устругова[8], Н. Клюев, С. Есенин и Н. Ходотов приняли участие в вечере «Сказки и былины»[9]